# Bécarre
Pour l’article ayant un titre homophone, voir Bécard.

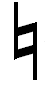
Un bécarre.

En musique, le bécarre est un symbole graphique (), appartenant à la famille des altérations, dont la fonction est d'indiquer sur la partition qu'il convient de restituer sa hauteur naturelle à une note précédemment altérée (diésée ou bémolisée). Sa forme particulière permet de le qualifier de « chaise penchée sans pieds derrière ».

## Étymologie
Bécarre est un mot qui vient de l'italien « bequadro » indiquant la note de musique si naturel qui, au Moyen Âge, s'écrivait avec un « b à panse carrée » (b quadratum), par opposition au « b à panse arrondie » (b rotundum ou molle) qui indiquait, lui, le si bémol.

## Effet
Contrairement au dièse ou au bémol, le bécarre n'est jamais une altération constitutive — sauf cas particulier d'un changement d'armure. Il n'altère donc une note qu'à la hauteur de celle-ci.
Placé devant une note de musique, le bécarre accidentel rend à nouveau celle-ci « naturelle » pour toute la durée de la mesure. Le bécarre annule donc toutes les altérations précédentes, qu'elles soient simples ou doubles, constitutives ou accidentelles.

## Double-bécarre, bécarre-dièse et bécarre-bémol
Il a autrefois existé trois altérations doubles basées sur le bécarre, aujourd'hui tombées en désuétude dans la musique moderne car le bécarre qui les compose est devenu superflu dans la gamme basée sur le tempérament chromatique :
- le « double-bécarre » () ;
- le « bécarre-dièse » () ;
- le « bécarre-bémol » ().

Elles sont détaillées à la section altérations doubles de la page Altération.
En revanche, en musique baroque par exemple, pour les partitions jouées sur les instruments à forte composition harmonique (tels que les orgues), ces altérations sont encore nécessaires pour tenir compte des superpositions d’harmoniques dans l’expression des accords fondamentaux fortement ressentis par l’oreille humaine (à commencer par la quinte puis la tierce) capable de percevoir dans ces accords des modifications très faibles de la note de base des notes composant l’accord (le plus souvent jouées aussi sur des instruments différents dont la composition harmonique respective est difficile à prévoir).
Ces petites différences (bien qu'imperceptibles pour différencier des notes jouées seules) peuvent être perçues dans le jeu de plusieurs instruments simultanés, sous des formes qui selon les cas prendront soit l’apparence d’un vibrato des notes de base ou de leurs harmoniques fondamentaux, soit comme des notes supplémentaires qui peuvent parfois avoir même une intensité supérieure à celles des notes de base jouées composant l’accord et leurs harmoniques fondamentaux ; dans certains cas, ces différences peuvent même parfois rendre inaudibles les notes de bases ou certains harmoniques fondamentaux nécessaires à l'expression pleine du timbre des instruments ; la prise en compte dans les partitions d’altérations supplémentaires évite ces effets indésirables (qui rompent les accords voulus ou la pleine expression de la richesse harmonique des timbres des différents instruments), tout en rétablissant l’harmonie.

## Représentation du bécarre en informatique
Le bécarre ({\displaystyle \natural }) s'obtient en LaTeX par la commande « \natural », ou avec le caractère U+266E (hexadécimal, 9838 en décimal) (♮) en jeu de caractères Unicode.